# الثورة الأثينية
كانت الثورة الأثينية (508-507 ق.م) تمردًا خرج فيه شعب أثينا أطاح بالأوليغارشية الأرستقراطية الحاكمة، وأقام الحكم الذاتي الذي دام قرابة القرن لأثينا في هيئة ديمقراطية تشاركية متاحة أمام كل المواطنين الذكور. كانت ردة فعل على نزعة أوسع إلى الطغيان اكتسحت أثينا وسائر اليونان.

## خلفية
وفقًا للأسطورة، كان الملوك يحكمون أثينا قبلًا، وهو وضع ربما استمر حتى القرن التاسع ق. م. خلال هذه الفترة، نجحت أثينا في بسط حكمها على بقية مدن أتيكا. خلقت عملية السنويكسموس هذه –جمع الشمل في وطن واحد– الدولةَ الأكبر والأكثر ثراءً على البر الرئيس اليوناني، لكنها خلقت أيضًا طبقة أكبر من الناس الذين استبعدهم النبلاء من الحياة السياسية.
من الروايات اللاحقة، يُعتقد أن هؤلاء الملوك كانوا على رأس طبقة أرستقراطية مالكة أراضٍ تُعرف باسم اليوباتريداي (’الأشراف‘)، التي كانت أداة حكمها مجلسًا كان ينعقد على ظهر صخرة أريوباغوس ويعيّن كبار موظفي المدينة المعروفين باسم الأركونات. كان الأركون كبير القضاة في العديد من المدن اليونانية، لكن كان يوجد في أثينا مجلس أركونات يمارس شكلًا من أشكال الحكومة التنفيذية. منذ أواخر القرن الثامن ق.م كان ثمة ثلاث أركونات: الأركون إيبونيموس (كبيير القضاة)، والبوليمارخوس (القائد العام)، والأركون باسيليوس (العضو الشعائري اللاوظيفي من الملكية الأثينية). كان الأركون إيبونيموس كبير الأركونات، وكان يرأس اجتماعات البويل والإكيلازيا، وهي المجالس الأثينية القديمة. ظل الأركون إيبونيموس الرأس الفخري للدولة حتى في ظل الديمقراطية، لكن بأهمية سياسية أقل بكثير. في عام 753 ق.م، حدّ اليوباتريداي الأركونيةَ الدائمة إلى فترات مدتها عشرة سنوات («الأركونات العشريّون»). بعد عام 683 ق.م صارت المناصب تُشغل لعام واحد فقط.
بحلول القرن السابع ق.م، صار الاضطراب الاجتماعي منتشرًا، إذ عانت أثينا من أزمة في الأرض وزراعة. شهد العديد من الدول المدينية اليونانية ظهور الطغاة، والنبلاء الانتهازيين الذين تولوا السلطة على المصالح القطاعيّة. في ميغارا، وصل ثياجينيس إلى السلطة بصفته عدوًا للأوليغارشيين المحليين. قام صهره، وهو نبيل أثيني اسمه سايلون، بمحاولة فاشلة للسيطرة على أثينا في عام 632 ق.م. مع ذلك، عارض شعب أثينا الانقلاب، وأجبروا سايلون وداعميه على الالتجاء إلى معبد أثينا في الأكروبول. فر سايلون وأخوه، لكن أركونات أثينا التسعة حاصروا أتباعه. أقنعهم الأركونات بمغادرة المعبد والخضوع للمحاكمة بعد أن ضمنوا الصفح عن حياتهم. سعيًا لضمان سلامتهم، ربط المتهمون حبلًا بتمثال المعبد ومضوا إلى المحاكمة. وفي الطريق، انقطع الحبل من تلقاء نفسه. اعتبر الأركونات الأثينيون، بقيادة ميغاكليس، هذا بمثابة رفضِ الإلهة لمتوسليها وشرعوا برجمهم حتى الموت. نُفي ميغاكليس والجينوس خاصته، الألكمايونيداي، من المدينة لانتهاكهم القوانين التي تحظر قتل المتوسلين. بغيةَ استعادة النظام، عيّن الأريوباغوس دراكو لصياغة قوانين جديدة صارمة، مستبدلين بنظام القانون الشفهي مدونةً قانونية مكتوبة تفرضها المحكمة. مع ذلك، فشلت هذه الإصلاحات «الدراكونية (وتتُرجم اللفظة إلى متشددة)» في النهاية في إخماد الصراع.

## الإصلاح والثورة

### الإصلاح
في عام 594 ق.م، أطلق سولون، الأركون الأوّل آنذاك، إصلاحات حددَت المواطَنة بطريقة منحت كل مقيم حر في أتيكا وظيفةً سياسية: تمتع مواطنو أثينا بحق المشاركة في اجتماعات المجلس. عبر منح كل مواطن حر يمتلك ملكيةً في أثينا الدورَ الذي كان للأرستقراطيين فيما سبق، أعاد سولون تشكيل الهيكل الإجتماعي للدولة المدينية. بموجب هذه الإصلاحات، أدار مجلس مؤلف من 400 عضو (100 مواطن من كلٍ من قبائل أثينا الأربعة) سُمي البويل الشؤونَ اليومية وحدد جدول الأعمال السياسي. بقي الأريوباغوس، الذي كان يقوم بهذا الدور فيما سبق، لكنه اضطلع لاحقًا بدور «الوصاية على القوانين». من المساهمات الرئيسة الأخرى في الديمقراطية كان إعداد سولون للإكيلازيا أو المجلس، الذي كان متاحًا أمام جميع المواطنين الذكور بصرف النظر عن الطبقة الاجتماعية. سُمح أيضًا بعودة الألكمايونيديين إلى المدينة خلال أركونيّة سولون. في نهاية المطاف، أدت إصلاحات سولون المعتدلة، التي حسنت من أحوال الفقراء لكنها حصّنت الأرستقراطيين ورسختهم في السلطة، إلى منح أثينا بعض الاستقرار. ولعديد من السنوات القادمة، تمكنت الديمقراطية الناشئة من حكم نفسها من دون أركون حتى.
على الرغم من ذلك، كان الطغيان يهدد الديمقراطية، إذ بدأت عدة فصائل سياسية بالتنافس على السيطرة على دولة أثينا المدينية. بدأ بيسيستراتوس انقلابًا شعبويًا واستولى على عهود الحكومة في أثينا معلنًا نفسه طاغية. عقب وفاته، خلَف بيسيستراتوس في الطغيان ابنيه هيبياس وهيبارخوس، وقُتل الأخير على يد قاتلي الطغاة هاروموديس وأرستوجياتين. أعدم هيبياس قاتلي الطغاة وقيل إنه صار حاكمًا قاسيًا ووحشيًا أعدم عددًا ضخمًا من المواطنين وفرض ضرائب مجحفة على العامة الأثينية. سرعان ما خلقت وحشية هيبياس اضطرابًا بين رعاياه. عندما بدأ بفقدان السيطرة، سعى للحصول على الدعم العسكري من الفرس وشكل تحالفات مع غيره من الطغاة اليونانيين. كانت عائلة الألكمايونيداي من أثينا، التي كان بيسيستراتوس قد نفاها في 546 ق.م، قلقة حول تشكيل هيبياس تحالفات مع الطبقة الحاكمة الفارسية، وبددأوا بالتخطيط للغزو والإطاحة به.
في عام 510 ق.م، نجح كليومينس الأول من أسبرطة بغزو أثينا وحاصر هيبياس على الأكروبول. أخذوا أطفال عائلة بيسيستراتيداي رهائن أيضًا مجبرين هيبياس على مغادرة أثينا كي يرجع الأطفال سالمين. كان هيبياس واحدًا من العديد من الأرستقراطيين اليونانيين الذين التجأوا إلى الإمبراطورية الأخمينية عقب انتكاسات في الوطن، ومن المشهورين بينهم ثيميستوكليس وديماراتوس وغونغيلوس وألكيبيادس.

### الثورة
بعد أن خُلع الطاغية، عين الملك الأسبرطيُ إيساغوراسَ رئيسًا لأوليغارشية مؤلفة من أرستقراطيين أثينيين كانوا مخلصين لأسبرطة أو متعاطفين معها. وجد نفسه أمام معارضة غالبية الأثينيين، ولا سيما الطبقتين الوسطى والدنيا، الذين رغبوا بالعودة إلى الديمقراطية. طُرد كليسثنيس، وهو وحد من قبيلة الألكمايونيداي المناصرين للديمقراطية، من أثينا من قِبل الأوليغارشيين المدعومين من أسبرطة، ما ترك إيساغوراس منقطع النظير في السلطة ضمن المدينة. شرع إيساغوراس بتجريد مئات الأثينيين من منازلهم ونفيهم بحجة أنهم كانوا أيضًا ملعونين بميازما الألكمايونيداي، وحاول حل البويل كذلك. ومع ذلك، قاوم المجلس، وأعلن الشعب الأثيني دعمه للمجلس وثاروا ضد الأوليغارشية. أجبر المواطنون النظاميون كلًا من كليومينس وإيساغوراس وأتباعهم على الفرار إلى الأكروبول، حيث حاصرهم العامة الأثينيون ليومين. في اليوم الثالث، عقد الأثينيون هدنة مكنت كليومينس وإيساغوراس من الهرب، وأعدموا 300 من مناصري إيساغوراس. استُرجع كليسثنيس عقب ذلك، إلى جانب مئات من المنفيين، وانتُخب الأركون الأول لأثينا ديمقراطية.